# Chadynitschy
Chadynitschy (belarussisch Хадынічы, russisch Ходыничи) ist ein Dorf im Rajon Kobryn in der Breszkaja Woblasz in Belarus. Die Ortschaft ist administrativ in den Selsawet Nawasjolki eingegliedert. Das Dorf liegt 23 Kilometer von Kobryn und 60 Kilometer von Brest entfernt.
Im folgenden Diagramm wird die Bevölkerungsentwicklung von Chadynitschy dargestellt: